# Arthroleptis
Arthroleptis és un gènere de granotes de la família Arthroleptidae que es troba a l'Àfrica tropical.

## Taxonomia
- Arthroleptis adelphus
- Arthroleptis adolfifriederici
- Arthroleptis affinis
- Arthroleptis bivittatus
- Arthroleptis brevipes
- Arthroleptis carquejai
- Arthroleptis francei
- Arthroleptis nikeae
- Arthroleptis poecilonotus
- Arthroleptis reichei
- Arthroleptis stenodactylus
- Arthroleptis taeniatus
- Arthroleptis tanneri
- Arthroleptis tuberosus
- Arthroleptis variabilis
- Arthroleptis wahlbergii
- Arthroleptis zimmeri